# Andrei Gurănescu
Andrei Gurănescu (Bucarest, 24 de julio de 1967) es un ex–jugador rumano de rugby que se desempeñaba como ala.

## Selección nacional
Fue convocado a los Stejarii por primera vez en agosto de 1991 para enfrentar al XV del Cardo y disputó su último partido en octubre de 1995 ante la Azzurri. En total jugó 17 partidos y marcó dos tries para un total de 10 puntos.

### Participaciones en Copas del Mundo
Disputó las Copas del Mundo de Inglaterra 1991 en la que los Stejarii solo obtuvieron una victoria y resultaron eliminados en primera fase y Sudáfrica 1995 donde Gurănescu le marcó un try a los Springboks y los rumanos fueron derrotados en todos los partidos, resultando nuevamente en la eliminación en fase de grupos.
| Mundial                       | Sede       | Resultado    | PJ | Tries |
| ----------------------------- | ---------- | ------------ | -- | ----- |
| Copa Mundial de Rugby de 1991 | Inglaterra | Primera fase | 1  | 0     |
| Copa Mundial de Rugby de 1995 | Sudáfrica  | Primera fase | 2  | 1     |

## Palmarés
- Campeón de la SuperLiga de 1990–91, 1993–94, 1995–96, 1997–98, 1999–00, 2000–01 y 2001–02.